# أرغيليتا
بلدية أرغيليتا (بالإسبانية: Argelita)‏، هي إحدى بلديات مقاطعة كاستيلون التي تقع في منطقة بلنسية، في شرق إسبانيا.
يبلغ عدد سكانها 112 نسمة وفقاً لإحصائية سنة (2006).